# Lee Sang-yoon (calciatore)
Lee Sang-yoon ((이상윤?, 李相潤?); Daejeon, 10 aprile 1969) è un ex calciatore sudcoreano, di ruolo centrocampista.

## Statistiche

### Cronologia presenze e reti in Nazionale
| Cronologia completa delle presenze e delle reti in nazionale ― Corea del Sud | Cronologia completa delle presenze e delle reti in nazionale ― Corea del Sud | Cronologia completa delle presenze e delle reti in nazionale ― Corea del Sud | Cronologia completa delle presenze e delle reti in nazionale ― Corea del Sud | Cronologia completa delle presenze e delle reti in nazionale ― Corea del Sud | Cronologia completa delle presenze e delle reti in nazionale ― Corea del Sud | Cronologia completa delle presenze e delle reti in nazionale ― Corea del Sud | Cronologia completa delle presenze e delle reti in nazionale ― Corea del Sud |
| Data                                                                         | Città                                                                        | In casa                                                                      | Risultato                                                                    | Ospiti                                                                       | Competizione                                                                 | Reti                                                                         | Note                                                                         |
| ---------------------------------------------------------------------------- | ---------------------------------------------------------------------------- | ---------------------------------------------------------------------------- | ---------------------------------------------------------------------------- | ---------------------------------------------------------------------------- | ---------------------------------------------------------------------------- | ---------------------------------------------------------------------------- | ---------------------------------------------------------------------------- |
| 4-2-1990                                                                     | La Valletta                                                                  | Corea del Sud                                                                | 2 – 3                                                                        | Norvegia                                                                     | Rothmans Tournament                                                          | 1                                                                            |                                                                              |
| 10-2-1990                                                                    | Attard                                                                       | Malta                                                                        | 1 – 2                                                                        | Corea del Sud                                                                | Rothmans Tournament                                                          | -                                                                            |                                                                              |
| 15-2-1990                                                                    | Baghdad                                                                      | Iraq                                                                         | 0 – 0                                                                        | Corea del Sud                                                                | Amichevole                                                                   | -                                                                            | 45’                                                                          |
| 18-2-1990                                                                    | Il Cairo                                                                     | Egitto                                                                       | 0 – 0                                                                        | Corea del Sud                                                                | Amichevole                                                                   | -                                                                            | 63’                                                                          |
| 31-7-1990                                                                    | Pechino                                                                      | Corea del Sud                                                                | 1 – 0                                                                        | Cina                                                                         | Coppa Dinastia 1990                                                          | 1                                                                            |                                                                              |
| 3-8-1990                                                                     | Pechino                                                                      | Cina                                                                         | 1 – 1 dts (4-5 dtr)                                                          | Corea del Sud                                                                | Coppa Dinastia 1990                                                          | -                                                                            | 77’                                                                          |
| 26-8-1992                                                                    | Pechino                                                                      | Cina                                                                         | 0 – 2                                                                        | Corea del Sud                                                                | Coppa Dinastia 1992                                                          | -                                                                            | 56’                                                                          |
| 29-8-1992                                                                    | Pechino                                                                      | Giappone                                                                     | 2 – 2 dts (4-2 dtr)                                                          | Corea del Sud                                                                | Coppa Dinastia 1992                                                          | -                                                                            | 64’                                                                          |
| 10-8-1997                                                                    | Seul                                                                         | Corea del Sud                                                                | 1 – 2                                                                        | Brasile                                                                      | Amichevole                                                                   | -                                                                            |                                                                              |
| 24-8-1997                                                                    | Taegu                                                                        | Corea del Sud                                                                | 4 – 1                                                                        | Tagikistan                                                                   | Amichevole                                                                   | -                                                                            | 75’                                                                          |
| 6-9-1997                                                                     | Seul                                                                         | Corea del Sud                                                                | 3 – 0                                                                        | Kazakistan                                                                   | Qual. Mondiali 1998                                                          | -                                                                            |                                                                              |
| 12-9-1997                                                                    | Seul                                                                         | Corea del Sud                                                                | 2 – 1                                                                        | Uzbekistan                                                                   | Qual. Mondiali 1998                                                          | 1                                                                            | 88’                                                                          |
| 28-9-1997                                                                    | Tokyo                                                                        | Giappone                                                                     | 1 – 2                                                                        | Corea del Sud                                                                | Qual. Mondiali 1998                                                          | -                                                                            | 64’                                                                          |
| 4-10-1997                                                                    | Seul                                                                         | Corea del Sud                                                                | 3 – 0                                                                        | Emirati Arabi Uniti                                                          | Qual. Mondiali 1998                                                          | 1                                                                            |                                                                              |
| 11-10-1997                                                                   | Almaty                                                                       | Kazakistan                                                                   | 1 – 1                                                                        | Corea del Sud                                                                | Qual. Mondiali 1998                                                          | -                                                                            | 77’                                                                          |
| 18-10-1997                                                                   | Tashkent                                                                     | Uzbekistan                                                                   | 1 – 5                                                                        | Corea del Sud                                                                | Qual. Mondiali 1998                                                          | -                                                                            | 65’                                                                          |
| 1-11-1997                                                                    | Seul                                                                         | Corea del Sud                                                                | 0 – 2                                                                        | Giappone                                                                     | Qual. Mondiali 1998                                                          | -                                                                            | 46’                                                                          |
| 9-11-1997                                                                    | Abu Dhabi                                                                    | Emirati Arabi Uniti                                                          | 1 – 3                                                                        | Corea del Sud                                                                | Qual. Mondiali 1998                                                          | -                                                                            | 62’ 75’                                                                      |
| 27-1-1998                                                                    | Bangkok                                                                      | Egitto                                                                       | 0 – 2                                                                        | Corea del Sud                                                                | King's Cup 1998                                                              | 1                                                                            |                                                                              |
| 29-1-1998                                                                    | Bangkok                                                                      | Thailandia                                                                   | 0 – 2                                                                        | Corea del Sud                                                                | King's Cup 1998                                                              | -                                                                            | 20’                                                                          |
| 1-3-1998                                                                     | Yokohama                                                                     | Giappone                                                                     | 2 – 1                                                                        | Corea del Sud                                                                | Coppa Dinastia 1998                                                          | 1                                                                            |                                                                              |
| 4-3-1998                                                                     | Yokohama                                                                     | Corea del Sud                                                                | 2 – 1                                                                        | Cina                                                                         | Coppa Dinastia 1998                                                          | 1                                                                            |                                                                              |
| 7-3-1998                                                                     | Tokyo                                                                        | Corea del Sud                                                                | 1 – 0                                                                        | Hong Kong                                                                    | Coppa Dinastia 1998                                                          | -                                                                            |                                                                              |
| 1-4-1998                                                                     | Seul                                                                         | Corea del Sud                                                                | 2 – 1                                                                        | Giappone                                                                     | Amichevole                                                                   | 1                                                                            | 84’                                                                          |
| 22-4-1998                                                                    | Belgrado                                                                     | Jugoslavia                                                                   | 3 – 1                                                                        | Corea del Sud                                                                | Amichevole                                                                   | -                                                                            | 87’                                                                          |
| 16-5-1998                                                                    | Seul                                                                         | Corea del Sud                                                                | 2 – 1                                                                        | Giamaica                                                                     | Amichevole                                                                   | 2                                                                            |                                                                              |
| 19-5-1998                                                                    | Seul                                                                         | Corea del Sud                                                                | 0 – 0                                                                        | Giamaica                                                                     | Amichevole                                                                   | -                                                                            |                                                                              |
| 27-5-1998                                                                    | Seul                                                                         | Corea del Sud                                                                | 2 – 2                                                                        | Rep. Ceca                                                                    | Amichevole                                                                   | -                                                                            | 84’                                                                          |
| 4-6-1998                                                                     | Seul                                                                         | Corea del Sud                                                                | 1 – 1                                                                        | Cina                                                                         | Korea-China Annual Match                                                     | 1                                                                            |                                                                              |
| 13-6-1998                                                                    | Lione                                                                        | Corea del Sud                                                                | 1 – 3                                                                        | Messico                                                                      | Mondiali 1998 - 1º turno                                                     | -                                                                            |                                                                              |
| 20-6-1998                                                                    | Marsiglia                                                                    | Paesi Bassi                                                                  | 5 – 0                                                                        | Corea del Sud                                                                | Mondiali 1998 - 1º turno                                                     | -                                                                            |                                                                              |
| Totale                                                                       |                                                                              | Presenze                                                                     | 31                                                                           |                                                                              | Reti                                                                         | 12                                                                           |                                                                              |